# Meyer Dolinsky
Meyer Dolinsky (auch oft als Mike Dolinsky; geboren am 13. Oktober 1923 in Chicago; gestorben am 29. Februar 1984 in Los Angeles) war ein amerikanischer Drehbuchautor und Schriftsteller.

## Leben
Dolinsky war der Sohn von Hyman Dolinsky und von Lillian, geborene Milchman. Er studierte an der University of California, Los Angeles, wo er 1949 mit dem Bachelor abschloss.
Er schrieb zahlreiche Drehbücher zu amerikanischen Fernsehserien, darunter Bonanza, Am Fuß der blauen Berge, Daktari, Kobra, übernehmen Sie, Hawaii Fünf-Null, Raumschiff Enterprise und Cannon.
Neben seinen Drehbüchern schrieb er auch mehrere Romane, darunter den Science-Fiction-Roman Mind One (1972), der unter dem Titel Die Psi-Droge 1976 auch auf Deutsch erschien. Darin geht es um eine zur Behandlung von Psychosen gedachte Droge, die, wie es sich herausstellt, die Fähigkeit zur Telepathie vermittelt.

## Filmografie
- 1955: The First Mintmaster (Fernsehfilm)
- 1955: The Touch of Steel (Fernsehfilm)
- 1956: Dr. Hudson’s Secret Journal (eine Episode)
- 1956–1957: Science Fiction Theatre (2 Episoden)
- 1957: Hot Rod Rumble
- 1958: As Young as We Are
- 1959: World of Giants (2 Episoden)
- 1959–1960: Men Into Space (3 Episoden)
- 1960–1961: June Allyson Show (The DuPont Show with June Allyson, 3 Episoden)
- 1960–1961: Anwalt der Gerechtigkeit (Lock-Up, 4 Episoden)
- 1961: Kein Fall für FBI (The Detectives, Episode 2x28)
- 1962: Adventures in Paradise (Episode 3x14)
- 1963: Bonanza (Episode 4x29)
- 1962: Am Fuß der blauen Berge (Laramie, Episode 3x17)
- 1962: Stoney Burke (Episode 1x12)
- 1963: Katy (The Farmer’s Daughter, 3 Episoden)
- 1963: Zirkusdirektor Johnny Slate (The Greatest Show on Earth, Episode 1x07)
- 1963–1964: The Outer Limits (3 Episoden)
- 1963–1965: Mr. Novak (5 Episoden)
- 1964: Ben Casey (Episode 3x23)
- 1964: Wagon Train (Episode 8x05)
- 1965: 12 O’Clock High (Episode 1x21)
- 1965: Dr. Kildare (4 Episoden)
- 1966: Daktari (2 Episoden)
- 1966: Unser trautes Heim (Please Don’t Eat the Daisies, Episode 2x08)
- 1967: Invasion von der Wega (The Invaders, 2 Episoden)
- 1967: Judd, for the Defense (Episode 1x06)
- 1968: Raumschiff Enterprise (Star Trek, Episode 3x10)
- 1969: Kobra, übernehmen Sie (Mission: Impossible, Episode 3x18)
- 1969–1973: Hawaii Fünf-Null (Hawaii Five-O, 6 Episoden)
- 1970: Then Came Bronson (Episode 1x21)
- 1970: Das Wort hat die Verteidigung (Storefront Lawyers, Episode 1x02)
- 1972–1974: Cannon (5 Episoden)
- 1972: Der Mann im schwarzen Fadenkreuz (The Manhunter, Fernsehfilm)
- 1975: Dr. med. Marcus Welby (Marcus Welby, M.D., Episode 6x24)
- 1976: Harry O (Episode 2x15)
- 1977: Todesflug (SST: Death Flight, Fernsehfilm)
- 1978: The Fifth Floor
- 1979: Big Shamus, Little Shamus (Episode 1x05)

## Bibliografie
- Hot Rod Gang Rumble (1957)
- There Is No Silence (1959)
- Mind One (1972)
  - Deutsch: Die Psi-Droge. Übersetzt von Horst Pukallus. Heyne SF&F #3490, 1976, ISBN 3-453-30380-6.
- A Corporate Affair (1981)